# Litotelater queenslandicus
Litotelater queenslandicus là một loài bọ cánh cứng trong họ Elateridae. Loài này được Blair miêu tả khoa học năm 1935.